# Taino jezik
Taino jezik (ISO 639-3: tnq), jezik aravačke porodice kojim su govorila neka Taino plemena Antilske Amerike (Bahami, Portoriko i Kuba) i možda na Floridi. 
Pripadnici etničke grupe danas imaju potomaka na području SAD-a, Florida i New Jersey, a služe se španjolskim [spa] ili engleskim [eng] jezikom, a upotrebi je i španjolski-taino miješani jezik kojega govornici španjolskog ne razumiju.

## Vanjske poveznice
- Ethnologue (14th)
- Ethnologue (15th)